# Charlotte Boch

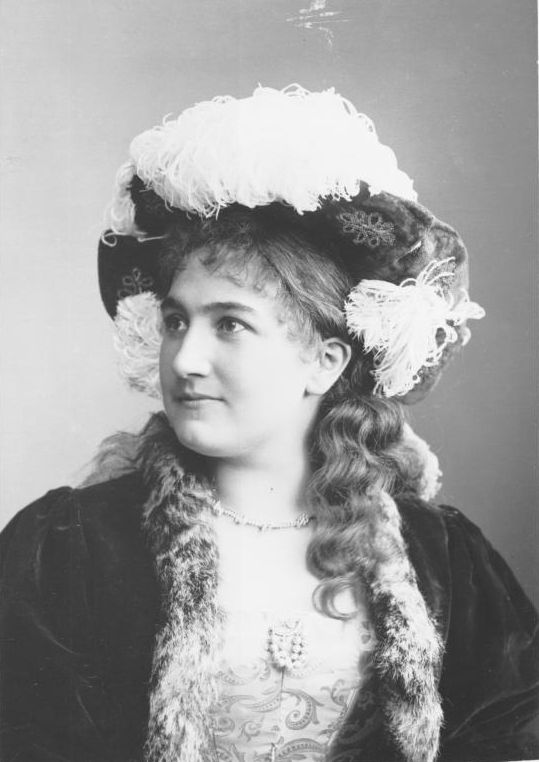
Charlotte Boch, Fotografie von Julius Cornelius Schaarwächter.

Charlotte Boch (17. August 1868 in Heidelberg – 14. März 1931 ebenda) war eine deutsche Theaterschauspielerin.

## Leben
Boch, die Tochter eines Universitätsprofessors und Enkelin des Präsidenten der Frankfurter Nationalversammlung Heinrich von Gagern ging, ohne dramatischen Unterricht erhalten zu haben, zur Bühne und begann ihre Laufbahn am Hoftheater in Karlsruhe, wo sie als „Louise“ debütierte, kam dann 1890 ans Hoftheater nach Stuttgart und wurde 1895 für das Frankfurter Schauspielhaus engagiert. „Ein organisches Leiden zwang sie, auf der Höhe ihrer Kunst, der Bühne zu entsagen. Beim Abschied wurde sie zum Ehrenmitglied ernannt“ wie es in einem Nachruf im Deutschen Bühnen-Jahrbuch 1932 hieß.